# 陪胪之首

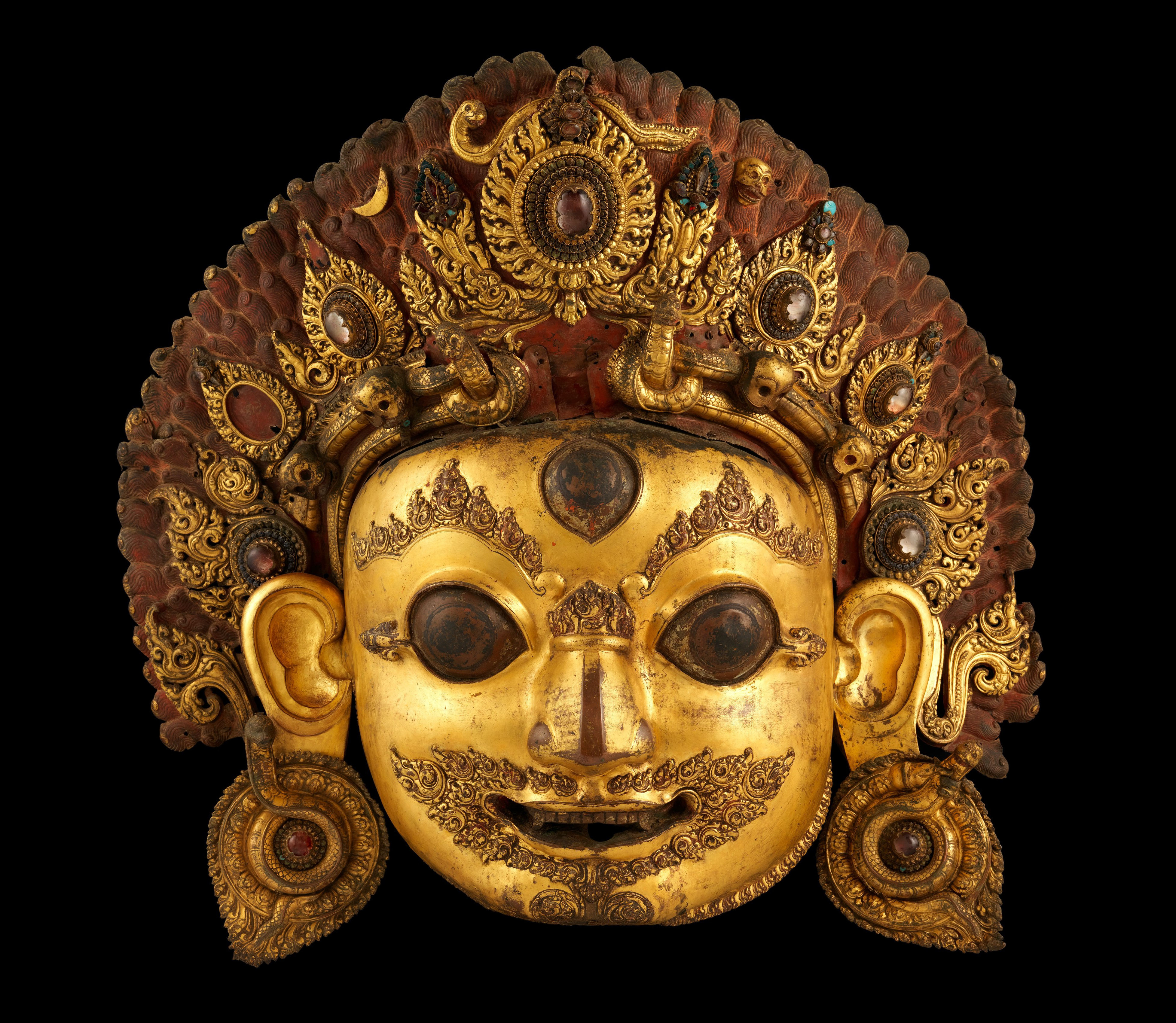
收藏于美国纽约大都会艺术博物馆的陪胪之首

陪胪之首是一件制作于马拉时代的艺术品。陪胪之首制作于16世纪左右的尼泊尔加德满都谷地地区一带，使用水晶、镀金铜和颜料制作而成。陪胪，字面意思为可畏或恐怖，是印度教的神明。其外型凶猛，相传是湿婆神的化身或者是他的儿子。他源自于印度神话，在印度教之外，佛教与耆那教也十分崇拜这位神明。该雕像通过刻画王冠上的蛇和头骨缠绕，凸显了陪胪的凶猛。

## 简介
陪胪，一身九面，裸形黑色，现三十四臂、十六足之忿怒身。其字面意思为可畏或恐怖，是印度教的神明。其外型凶猛，相传是湿婆神的化身或者是他的儿子。陪胪的传说起源自梵天与毗湿奴之间的斗争。传说梵天曾与毗湿奴争论，谁才是宇宙中最伟大的神明。梵天认为自己是世界的创造者，应受到最高的尊崇。愤怒的湿婆，变身成陪胪，突然出现并砍下梵天的第五个头，因此被称为嘎拉排哈瓦（意为黑色恐怖者）。此后梵天只剩下四个头，而陪胪被称为杀梵者。在尼瓦尔人看来，陪胪是一位重要的神。在每一个尼瓦尔人的传统聚落中都至少有一座陪胪寺庙，大多数陪胪庙由尼瓦尔婆罗门主持。印度教徒相信如在他面前撒谎会遭到神明惩罚，因此尼泊尔最高法院在过去就设在加德满都的陪胪神殿中。陪胪之首制作于16世纪左右的马拉时代，尼泊尔加德满都谷地地区一带，使用水晶、镀金铜和颜料制作而成。2012年，由齐默尔曼家庭赠送给大都会艺术博物馆。随后于2014年于纽约公开展出。

## 延伸阅读
- 15世纪至17世纪喜马拉雅地区艺术 （页面存档备份，存于） - 大都会艺术博物馆